# جورج نيكولز
جورج نيكولز (بالإنجليزية: George Nichols)‏ هو مخرج وممثل أمريكي، ولد في 1864 بروكفورد في الولايات المتحدة، وتوفي في 20 سبتمبر 1927 بهوليوود في الولايات المتحدة.

## أعمال

### أفلام
- (1914) النجم المتدرب
- (1914) تسليته المفضلة
- (1914) حب قاسي، قاسي
- (1914) فيلم جوني
- (1925) الأرملة المرحة
- (1925) النسر

## وصلات خارجية
- جورج نيكولز على موقع IMDb (الإنجليزية)
- جورج نيكولز على موقع ألو سيني (الفرنسية)
- جورج نيكولز على موقع أول موفي (الإنجليزية)
- جورج نيكولز على موقع قاعدة بيانات الأفلام السويدية (السويدية)
- جورج نيكولز على موقع قاعدة بيانات الفيلم (الإنجليزية)
- جورج نيكولز على موقع كينوبويسك (الروسية)